# Anii 1620
Anii 1620 au fost un deceniu care a început la 1 ianuarie 1620 și s-a încheiat la 31 decembrie 1629.